# Parti travailliste israélien
Pour les articles homonymes, voir Parti travailliste et Parti du travail.
Le Parti travailliste israélien, ou Parti du travail israélien (hébreu : מפלגת העבודה הישראלית, ), couramment appelé HaAvoda (hébreu : העבודה, « le travail »), était un parti politique israélien de centre gauche dont tous les Premiers ministres d'Israël étaient issus, jusqu'en 1977. 
C'était un parti sioniste et social-démocrate, membre de l'Internationale socialiste et membre observateur du Parti socialiste européen, fondé en 1968 par la fusion des partis où David Ben Gourion joua un grand rôle : le Mapaï, l'Akhdut HaAvoda et le Rafi.

## Histoire

### Un parti politique dominant (1968-1977)
Les fondations de la formation du Parti travailliste israélien furent bâties peu après les élections législatives de 1965, lorsque le Mapaï, le plus grand parti politique de gauche du pays, fit alliance avec l'Akhdut HaAvoda. Cette alliance fut une tentative du Mapaï de récupérer la perte prévisible de voix qu’entraînerait la défection de huit représentants à la Knesset (soit un cinquième du groupe) conduit par David Ben Gourion afin de former un nouveau parti, le Rafi, pour protester contre l'échec du Mapaï à approuver une modification du système de représentation au suffrage proportionnel du pays.
L'alliance, appelée Alignement (ou Alignement travailliste) remporta 45 sièges aux élections, et fut capable de former un gouvernement de coalition avec le Parti national religieux, le Mapam, les Libéraux indépendants, les Travailleurs d'Agoudat Israel, Progrès et Développement et Coopération et Fraternité. Après le début de la guerre des Six Jours, le Rafi et le Gahal rejoignirent la coalition.
Le 23 janvier 1968, le Mapaï, l'Akhdut HaAvoda et le Rafi (à l'exception de David Ben Gourion qui créa la Liste nationale en protestation) fusionnèrent en une seule entité : le Parti travailliste israélien. Le 28 janvier 1969, le parti s'allia avec le Mapam, sous le nom d'Alignement.
Comme plus grand courant au sein de l'Alignement, le Parti travailliste en vint à le dominer. Le Mapam quitta l'alliance lors de la 8e session de la Knesset (suivant les élections de 1973), mais y retourna peu après.

### Opposition et retour (1977-2001)
Lors des élections législatives de 1977, le Parti travailliste passa pour la première fois dans l'opposition. Il échoua à reprendre le pouvoir quatre ans plus tard, mais après les élections de 1984, il fut capable de rejoindre le gouvernement d'union nationale avec le Likoud, le poste de Premier ministre tournant entre les deux partis.
Le Mapam quitta à nouveau l'alliance durant la 11e session de la Knesset, fâché par la décision de Shimon Peres de former un gouvernement d'unité nationale avec le Likoud. Bien que les Libéraux indépendants aient fusionné avec l'Alignement dans les années 1980, ils n'avaient pas de représentants à la Knesset à ce moment.
Le 7 octobre 1991, l'Alignement cessa d'exister, tous ses courants fusionnant au sein du Parti travailliste. À ce moment, le gouvernement du Likoud faisait face à de nombreux problèmes économiques, d'assimilation des immigrants en provenance de l'ex-Union soviétique, diplomatiques avec le gouvernement américain de George Bush et des divisions internes. Mené par Yitzhak Rabin, le Parti travailliste remporta les élections législatives de 1992, et constitua un gouvernement avec le Meretz et le Shas.
Le rôle du Parti travailliste devint pour une grande part lié au controversé processus d'Oslo, basé sur le principe de la « terre pour la paix ». Les accords d'Oslo conduisirent à un vote de confiance devant la Knesset, que le gouvernement remporta avec 61 votes contre 50 (8 abstentions). De nombreux représentants à la Knesset issus des partis du gouvernement refusèrent de le soutenir, mais d'un autre côté, les partis arabes vinrent le soutenir. En raison de l'absence de constitution en Israël, le gouvernement put mettre en œuvre les accords avec une marge étroite.
La décision d'Yitzhak Rabin d'avancer les pourparlers de paix avec les Palestiniens jusqu'à signer les accords d'Oslo conduisit à son assassinat par Yigal Amir en 1995. Shimon Peres décida la tenue d'élections anticipées en 1996 pour obtenir un mandat lui permettant de faire avancer le processus de paix. Cependant, son projet échoua : bien que le Parti travailliste remportât une majorité de sièges lors de l'élection pour la Knesset, il perdit les élections pour le poste de Premier ministre face à Benyamin Netanyahou après une vague d'attentats-suicides par le Hamas. Benyamin Netanyahou et le Likoud purent ainsi former un gouvernement.
Sa coalition se désagrégeant, Benyamin Netanyahou décida de la tenue d'élections anticipées en 1999. Ehud Barak remporta les primaires au sein du Parti travailliste, et fut nommé candidat du parti au poste de Premier ministre. Dans le même temps, le parti conclut une alliance électorale avec le Meimad et le Gesher nommée Un Israël. Ehud Barak remporta l'élection au poste de Premier ministre, l'alliance remportant dans le même temps les élections législatives, mais avec seulement 26 sièges.
Ehud Barak forma tout d'abord une coalition de 75 membres avec le Shas, le Meretz, l'Yisrael Ba'aliyah, le Parti national religieux et Judaïsme unifié de la Torah. La présence des partis religieux (PNR, Shass et Yahadut Hatorah) provoqua des tensions avec le Meretz laïc, qui quitta la coalition après un désaccord avec le Shass sur l'autorité du vice-ministre de l'Éducation. Les autres partis quittèrent la coalition avant le sommet de Camp David.

### Déclin et marginalisation (2001-2024)
À la suite des émeutes d'octobre 2000 et de la seconde intifada, Ehud Barak démissionne de son mandat. Il perd ensuite l'élection extraordinaire du Premier ministre en 2001 face à Ariel Sharon du Likoud. Cependant, le Parti travailliste reste au sein de la coalition d'Ariel Sharon, ce dernier ayant formé un gouvernement d'unité nationale avec le Likoud, le Parti travailliste, le Shass, l'Yisrael Ba'aliyah et le Yahadut Hatorah, et obtient deux portefeuilles ministériels majeurs : Shimon Peres est nommé ministre des Affaires étrangères, et Binyamin Ben-Eliezer, ministre de la Défense. Le Parti travailliste soutient l'opération Rempart, menée en avril 2002 contre les Palestiniens en Cisjordanie. Après les critiques dures émises à l'encontre de Shimon Peres et Binyamin Ben-Eliezer, qualifiés de « marionnettes » d'Ariel Sharon et soupçonnés de ne pas soutenir le processus de paix, le Parti travailliste quitte le gouvernement en 2003.
Avant les élections législatives de 2003, Amram Mitzna remporte les primaires du parti, et conduit la liste lors de ce scrutin, avec une plate-forme électorale comprenant le retrait unilatéral de la bande de Gaza. Le parti subit une défaite, ne remportant que 19 sièges (son plus bas historique), tandis que le Likoud mené par Ariel Sharon en remporte 38 (puis passe à 40 après que l'Yisrael Ba'aliyah a fusionné au sein de son parti). En conséquence, en raison de l'opposition interne, Amram Mitzna démissionne de la présidence du parti et est remplacé peu après par Shimon Peres. Bien qu'il ne fait pas partie de la coalition de droite originelle, Ariel Sharon invite le Parti travailliste à rejoindre le gouvernement afin d'étayer le plan de désengagement (politique prônée par Amram Mitzna qu'il avait vilipendée auparavant) après que l'Union nationale et le Parti national religieux ont quitté le gouvernement.
Le 8 novembre 2005, Shimon Peres est remplacé à la tête du parti par le chef du syndicat de gauche Histadrout Amir Peretz lors d'un scrutin interne. Le Parti travailliste avait délaissé son héritage socialiste au fil des ans en faveur des élites économiques et financières. Cet héritage faisait alors partie de son passé, et le parti avait abandonné son rôle de défenseur des défavorisés aux partis de droite et religieux. Amir Peretz annonce son intention de recentrer le parti autour de ses valeurs traditionnelles et quitte la coalition gouvernementale, obligeant à Ariel Sharon à démissionner et à convoquer de nouvelles élections qui ont lieu en 2006. Juste avant ces élections, le paysage politique est redessiné : Ariel Sharon et la majorité des représentants à la Knesset du Likoud, avec une partie des représentants du Parti travailliste (y compris Shimon Peres), et d'autres provenant d'autres partis encore, forment un nouveau parti, Kadima. Le parti travailliste rejoint le gouvernement dirigé par Ehud Olmert de Kadima, Amir Peretz ayant le portefeuille de la Défense. La principale demande à la coalition et promesse de campagne du Parti travailliste est l'augmentation du salaire minimum.
Le 28 mai 2007, un scrutin interne pour la direction du parti voit Ehud Barak et Ami Ayalon battre Amir Peretz qui ne prend que la troisième place. Lors du deuxième tour (rendu nécessaire, puisque ni Ehud Barak ni Ami Ayalon n'obtiennent 40 % des suffrages), Ehud Barak est réélu président du parti. Malgré le fait qu'il ait indiqué qu'il retirerait le parti du gouvernement à moins qu'Ehud Olmert démissionne, Ehud Barak reste au gouvernement comme ministre de la Défense.
Avant les élections législatives de 2009, le Parti travailliste et le Meimad mettent un terme à leur alliance, le Meimad concourt finalement sur une liste commune avec le Mouvement vert (qui ne passe pas le seuil électoral). Plusieurs membres du parti le quittent, comme Ami Ayalon et Efraim Sneh (qui fonde Yisrael Hazaka). Le Parti travailliste est alors réduit à 13 sièges, en faisant le 4e parti derrière Kadima, le Likoud et Israel Beytenou.
Analysant la chute de ce qui fut le parti dominant de la politique israélienne, Efraim Inbar du Begin-Sadat Center for Strategic Studies en relève plusieurs facteurs. En délaissant son identification à la fondation et à la construction de l'État d'Israël, symbolisée par un soutien à la conscription et la colonisation de la Terre d'Israël, le Parti travailliste perd la majeure partie de son assise électorale. Abandonner le symbole sioniste que constitue Jérusalem en affichant la volonté d'en céder une partie aux Palestiniens est une erreur désastreuse. Lorsque les valeurs cosmopolites et individualistes font leur chemin au sein du parti, il s'éloigne de l'éthique collectiviste qui fut cruciale et qui reste largement répandue en Israël. Des facteurs démographiques jouent aussi contre le Parti travailliste, comme l'augmentation de la population séfarade, ainsi que l'arrivée des nouveaux immigrants russes juifs qui votent massivement pour d'autres partis. Essayer de capter les électeurs arabes israéliens nuisit à l'image du parti sans apporter de résultat concret.
Le 17 janvier 2011, le chef du parti, Ehud Barak, déçu des résultats de son soutien à la coalition, particulièrement sur le processus de paix, quitta le Parti travailliste avec 4 autres représentants à la Knesset afin de fonder un nouveau parti « centriste, sioniste et démocratique », Indépendance. Ce départ conduisit tous les ministres travaillistes du gouvernement à démissionner. Le 22 septembre, l'ancienne journaliste Shelly Yachimovich, qui fait de la question sociale sa priorité, est élue présidente du parti, avec 54 % des voix contre l'ancien dirigeant et ministre de la Défense, Amir Peretz. Elle est ainsi la première femme, depuis Golda Meir, à prendre la direction de la formation travailliste. Elle est battue en novembre 2013 par Isaac Herzog qui devient le nouveau président du parti.
En vue des élections législatives de 2015, le Parti travailliste s'allie avec Hatnuah et le Mouvement vert pour former une coalition de centre-gauche appelée Union sioniste. La coalition arrive en deuxième position avec 24 sièges.
Avi Gabbay est élu président du parti en 2017. Fin décembre 2018, le premier ministre annonce de la tenue d'élections législatives anticipées pour avril 2019. Quelques jours plus tard, Gabbay annonce la dissolution de l'Union sioniste.
Les élections législatives anticipées d'avril 2019 sont un échec pour le parti qui obtient 4,4 % des voix et 6 députés à la Knesset, le plus mauvais score de son histoire. Gabbay se met en retrait de la politique et ne se représente donc pas à l'élection pour la direction du parti de juillet 2019. Plusieurs personnalités du parti candidatent : Amir Peretz, déjà président du parti entre 2005 et 2007, Stav Shaffir et Itzik Shmuli, deux jeunes personnalités du parti. Peretz est élu avec 47 % des voix devant Shaffir (26,9 %) et Shmuli (26,3 %),. Les élections législatives de septembre 2019 et de 2020 sont encore des échecs. Les travaillistes décident alors de participer au gouvernement d'union nationale dirigé par Netanyahou et Benny Gantz,.
Les élections législatives de 2022 ne lui donnent que 7 députés.
En décembre 2023, Merav Michaeli annonce qu'elle ne se représente pas à la présidence du Parti travailliste lors de l'élection de 2024 et qu'elle va quitter la vie politique,. Yaïr Golan, ancien député du Meretz lui succède le 28 mai 2024. Il s'engage à « unifier tous les partis de gauche en Israël » en un seul bloc.
Effectivement, la fusion de Meretz et de Avoda est annoncée le 30 juin 2024 puis validée le 12 juillet, le nouveau parti s'appelant « Les Démocrates » (hébreu : הדמוקרטים, Hademocratim), sous la direction de Yaïr Golan.

## Principes politiques
Le prédécesseur du Parti travailliste, le Mapaï, était issu du mouvement socialiste Poale Zion et adhérait à l'idéologie du sionisme social promue par Nahman Sirkin et Dov-Ber Borochov. Sous la direction de David Ben Gourion (des années 1930 aux années 1950), le Mapaï se focalise sur les objectifs sionistes, le plus urgent étant à l'époque la fondation d'un foyer national pour les Juifs.
Après la fondation de l'État d'Israël, le Mapaï s'engagea dans la construction d'une nation : création de Tsahal (et démantèlement des autres groupes armés), création de nombreuses colonies, établissement de plus de 1 000 000 d'immigrants juifs et désir affiché d'unir les habitants d'Israël dans une nouvelle culture israélienne juive et sioniste (idéologie connue sous le nom de « melting pot » (hébreu : כור היתוך)).
Le Parti travailliste (ou plutôt son prédécesseur) fut donc plus « faucon » dans les questions de sécurité et de défense qu'aujourd'hui. Durant les années où le mouvement travailliste fut aux affaires, Israël participa à la crise de Suez (ou guerre du Sinaï de 1956 pour les Israéliens), à la guerre des Six Jours et à la guerre du Kippour.
Jusqu'en 2005, le Parti travailliste est un parti centriste. Il n'était plus considéré comme socialiste ou social-démocrate (bien qu'il reste membre de l'Internationale socialiste) mais comme une plate-forme centriste, similaire à la Troisième voie du Parti travailliste britannique sous Tony Blair. La politique économique d'Israël étant âprement débattue même au sein des partis principaux, son application dépend plus des services publics que des idéologies politiques. Néanmoins, la politique économique menée par le Parti travailliste ne différa pas significativement de celle de son rival, le Likoud[réf. souhaitée].
Concernant le conflit israélo-palestinien, le parti travailliste connaît des oppositions internes. Certains (comme Amram Mitzna, Avraham Burg, Yuli Tamir) soutiennent les négociations de paix avec les Palestiniens et prônent le démantèlement des colonies israéliennes dans les territoires occupés. Ils critiquent pour la plupart la tactique militaire actuelle utilisée contre les Palestiniens, principalement les « assassinats ciblés » des chefs terroristes. En 2003, le parti a d'ailleurs connu une scission lorsque ses anciens membres Yossi Beilin et Yael Dayan ont créé un nouveau et éphémère petit parti qui s'est associé par la suite au Meretz. Certains à l'instar de Shimon Peres et Binyamin Ben-Eliezer militent en faveur de négociations avec les Palestiniens à condition de l'arrêt du terrorisme et du remplacement de l'actuel gouvernement palestinien par un gouvernement « non-violent qui serait en faveur de la paix ». Ils soutiennent l'érection de la barrière de séparation israélienne dont l'objectif est d'empêcher les attentats en Israël, ainsi qu'un retrait unilatéral des territoires occupés par Israël. Ils sont néanmoins en faveur d'une « guerre contre le terrorisme », et donc en faveur des « assassinats ciblés ». Ils souhaitent la mise en place d'un gouvernement d'Union nationale avec le Likoud à la condition que le gouvernement promeuve le processus de paix et le retrait des colonies.
En novembre 2005, Amir Peretz, dirigeant de Une Nation qui avait fusionné dans le Parti travailliste, fut élu président du parti en battant Shimon Peres. Sous Amir Peretz, et spécialement lors de la campagne électorale de 2006, le parti prit un tournant idéologique, mettant les questions sociales et économiques en haut de ses préoccupations, et plaidant pour une approche sociale-démocrate modérée (comprenant une hausse du salaire minimum et des prestations sociales), en contraste net avec la politique néolibérale conduite par l'ancien ministre des Finances Benyamin Netanyahou.
En 2006, plusieurs membres du Parti travailliste quittèrent le parti pour rejoindre le groupe centriste Kadima, comme Shimon Peres, Haïm Ramon, et Dalia Itzik.
Les médias internationaux décrivent le Parti travailliste comme de centre gauche, social-démocrate et pacifiste.

## Résultats électoraux

### Élections législatives
| Année d'élection | Chef de file       | Voix                        | %                           | Rang                        | Sièges   | Gouvernement                                                     |
| ---------------- | ------------------ | --------------------------- | --------------------------- | --------------------------- | -------- | ---------------------------------------------------------------- |
| 1969             | Golda Meir         | Au sein de l’Alignement     | Au sein de l’Alignement     | Au sein de l’Alignement     | 49 / 120 | Meir II                                                          |
| 1973             | Golda Meir         | Au sein de l’Alignement     | Au sein de l’Alignement     | Au sein de l’Alignement     | 44 / 120 | Meir III (1973-1974), Rabin I (1974-1977)                        |
| 1977             | Shimon Peres       | Au sein de l’Alignement     | Au sein de l’Alignement     | Au sein de l’Alignement     | 28 / 120 | Opposition                                                       |
| 1981             | Shimon Peres       | Au sein de l’Alignement     | Au sein de l’Alignement     | Au sein de l’Alignement     | 40 / 120 | Opposition                                                       |
| 1984             | Shimon Peres       | Au sein de l’Alignement     | Au sein de l’Alignement     | Au sein de l’Alignement     | 37 / 120 | Peres I (1984-1986), Shamir II (1986-1988)                       |
| 1988             | Shimon Peres       | Au sein de l’Alignement     | Au sein de l’Alignement     | Au sein de l’Alignement     | 39 / 120 | Shamir III (1988-1990), opposition (1990-1992)                   |
| 1992             | Yitzhak Rabin      | 906 810                     | 34,7                        | 1re                         | 44 / 120 | Rabin II (1992-1995), Peres II (1995-1996)                       |
| 1996             | Shimon Peres       | 818 741                     | 26,8                        | 1re                         | 34 / 120 | Opposition                                                       |
| 1999             | Ehud Barak         | Au sein d’Un Israël         | Au sein d’Un Israël         | Au sein d’Un Israël         | 23 / 120 | Barak (1999-2001), Sharon I (2001-2002), opposition (2002-2003)  |
| 2003             | Amram Mitzna       | 455 183                     | 14,5                        | 2e                          | 18 / 120 | Opposition (2003-2005), Sharon II (2005), opposition (2005-2006) |
| 2006             | Amir Peretz        | 472 366                     | 15,1                        | 2e                          | 18 / 120 | Olmert                                                           |
| 2009             | Ehud Barak         | 334 900                     | 9,9                         | 4e                          | 13 / 120 | Netanyahou II (2009-2011), opposition (2011-2013)                |
| 2013             | Shelly Yachimovich | 432 118                     | 11,4                        | 3e                          | 15 / 120 | Opposition                                                       |
| 2015             | Isaac Herzog       | Au sein de l’Union sioniste | Au sein de l’Union sioniste | Au sein de l’Union sioniste | 19 / 120 | Opposition                                                       |
| 04/2019          | Avi Gabbay         | 190 870                     | 4,4                         | 6e                          | 6 / 120  | Pas de gouvernement                                              |
| 09/2019          | Amir Peretz        | 212 782                     | 4,8                         | 8e                          | 5 / 120  | Pas de gouvernement                                              |
| 2020             | Amir Peretz        | 267 457                     | 5,8                         | 6e                          | 3 / 120  | Netanyahou V                                                     |
| 2021             | Merav Michaeli     | 268 767                     | 6,1                         | 6e                          | 7 / 120  | Bennett-Lapid                                                    |
| 2022             | Merav Michaeli     | 175 992                     | 3,7                         | 10e                         | 4 / 120  | Opposition                                                       |

## Chefs du parti
- Levi Eshkol (1968-1969), aussi chef de l'Alignement
- Golda Meir (1969-1974), aussi chef de l'Alignement
- Yitzhak Rabin (1974-1977), aussi chef de l'Alignement
- Shimon Peres (1977-1992), aussi chef de l'Alignement
- Yitzhak Rabin (1992-1995)
- Shimon Peres (1995-1997)
- Ehud Barak (1997-2001)
- Binyamin Ben-Eliezer (2001-2002)
- Amram Mitzna (2002-2003)
- Shimon Peres (2003-2005)
- Amir Peretz (2005-2007)
- Ehud Barak (2007-2011)
- Michael Harish[21] (2011), par intérim
- Shelly Yachimovich[22] (2011-2013)
- Isaac Herzog (2013-2017)
- Avi Gabbay (2017-2019)
- Amir Peretz (2019-2021)
- Merav Michaeli (2021-2024)
- Yaïr Golan (2024)

## Autres membres éminents
Parmi les autres membres notables du parti, on peut citer :
- Yigal Allon - Premier ministre intérimaire.
- Moshe Dayan - ministre de la Défense.
- Abba Eban - ministre des Affaires étrangères.
- Chaim Herzog - président d'Israël.
- Ephraïm Katzir - président d'Israël.
- Yitzhak Navon - président d'Israël.
- Zalman Shazar - président d'Israël.
- Ezer Weizman - président d'Israël.